# Морнарички истражитељи (19. сезона)
Деветнаеста сезона америчке полицијо-процедуралне драме Морнарички истражитељи је премијерно емитована од 20. септембра 2021. до 23. маја 2022. године на каналу ЦБС. Сезона се састоји од 21 епизоде.
Радња серије се врти око измишљене екипе посебних агената из Морнаричко-злочинско истражитељске службе која води кривичне истраге у које су укључени морнарица Сједињених Држава и војници. У серији играју Марк Хармон, Шон Мареј, Вилмер Валдерама, Катрина Ло, Брајан Дицен, Диона Ризоновер, Дејвид Мекалум, Роки Керол и Гери Кол. Сезона је прва са Лоовом и Колом након одласка Марије Бело и Емили Викершом током претходне сезоне. Хармон је напустио серију након четврте епизоде, „Широм отворених очију (6. део)“, али се и даље појављивао у уводној шпици до краја сезоне.

## Опис
Катрина Ло је унапређена у главну поставу на почетку сезоне. После гостовања у епизоди "Замало покојан (4. део)", Гери Кол је унапређен у главну поставу у епизоди "Пут ни за где (5. део)".

## Улоге

### Главне
- Марк Хармон као Лерој Џетро Гибс
- Шон Мареј као Тимоти Мекги
- Вилмер Валдерама као Николас Торес
- Катрина Ло као Џесика Најт
- Брајан Дицен као Џејмс Палмер
- Диона Ризоновер као Кејси Хајнс
- Дејвид Мекалум као др. Доналд Малард
- Роки Керол као Леон Венс
- Гери Кол као Алден Паркер (Епизоде 3- )

### Епизодне
- Гери Кол као Алден Паркер (Епизода 2)

## Епизоде
| Бр. у серији | Бр. у сезони | Назив                                  | Редитељ           | Сценариста                                                     | Пpемијерно емитовање | Прод. код | Гледаоци САД (у милионима) |
| --- | ------------ | -------------------------------------- | ----------------- | -------------------------------------------------------------- | -------------------- | --------- | -------------------------- |
| 415 | 1            | "Крв у води (3. део)"                  | Мајкл Зинберг     | Кристофер Џ. Вејлд                                             | 20. септембар 2021.  | 1901      | 8.45                       |
| Остатак екипа се мучи због одласка Бишопове и Гибсовог нестанка. Макги и Торес убеђују Венса да у екипу доведе агенткињу Џесику Најт која ће им помоћи да пронађу Гибса. Иако су пронашли још један леш низног убице за којим су Гибс и Марси Ворен трагали, осумњичени је и даље на слободи. |              |                                        |                   |                                                                |                      |           |                            |
| 416 | 2            | "Замало покојан (4. део)"              | Теренс О’Хара     | Скот Вилијамс                                                  | 27. септембар 2021.  | 1902      | 8.06                       |
| МЗИС прати трагове како би ухватио Пола Лемера, низног убицу који ради под псеудонимом Том Семјуелс. Да би заштитио Гибса, Венс прави изјаву за штампу на којој наводи да је Гибс погинуо кад му је брод одлетео у ваздух. Макги, Торес и најтова приводе човека за кога се верује да је повезан са убицом, али убрзо схватају да је он Алден Паркер, агент ФБИ-ја на тајном задатку који је такође истраживао Лемера. У међувремену, Торес жели да преда сто Бишопове Најтовој због чега се она љути. Када су Гибс и екипа ухапсили Лемера, они су открили да је он плаћен за сваку жртву. Када је Најтова поменула име рачуна на испитивању, Лемер јој је гурнуо сто и разбио стакло па побегао и узео Кејси као таокињу у просторијама одељења. Међутим, Гибс га је упуцао у леђа из лифта.Прва појава Алдена Паркера                                                                                   |              |                                        |                   |                                                                |                      |           |                            |
| 417 | 3            | "Пут ни за где (5. део)"               | Роки Керол        | Марко Шнабел                                                   | 4. октобар 2021.     | 1903      | 7.96                       |
| Лемер преживљава, а Гибс је намерно промашио кључне крвне судове. Паркер и Макги испитују Лемера који само помиње своју прву жртву и нуди да тамо одведе Гибса јер то представља кључ за решавање случаја. Паркер креће са њима због неповерења у Лемереове намере, али га Гибс оставља након што су свратили у ресторан. Лемере се увлачи Гибсу под кожу док остатак екипе истражује друштво за које се верује да је платило Лемеру за убиства, а Најтоват је на тајном задатку. Лемер заиста води Гибса у ћорсокак и убио се бомбом како не би открио било шта друго. |              |                                        |                   |                                                                |                      |           |                            |
| 418 | 4            | "Широм отворених очију (6. део)"       | Теренс О’Хара     | Брендан Фехили и Дејвид Џ. Норт                                | 11. октобар 2021.    | 1904      | 7.66                       |
| Екипа ФБИ-а предвођена Паркером има налог за Гибсово хапшење због његових поступака у случају против Лемера, али проналазе његову кућу напуштену с великом рупом у подруму (чиме је откривено како Гибс извлачи чамце). Гибс и Макги путују у залив Накток на Аљасци како би срушили Соновин рудник бакра који би довео до уништења екосистема, а остатак екипе открио је да је то побуда убиства. Успомене приказују Гибсове дубоке разговоре са Венсом, Дакијем и Торесом пре његовог лета. Када је прикупио довољно доказа за хапшење извршног директора Сонове, Гибс је Макгија ухапсио како би спречио да његов агент буде ухваћен у бирократији, али Паркер се предомислио и пустио Гибса што је довело до тога да добија отказ у ФБИ-ју. Гибс одлучује да остане у заливу Накток јер осећа мир који није имао после смрти жене и ћерке и опростио се са Макгијем.Последња појава Лероја Џетра Гибса |              |                                        |                   |                                                                |                      |           |                            |
| 419 | 5            | "Суочавање са непознатим"              | Дајана Валентајн  | Стивен Д. Бајндер                                              | 18. октобар 2021.    | 1905      | 7.65                       |
| Паркер одбија Венсову понуду да заузме Гибсово место у екипи, али је пристао да им се привремено придружи на терену на Венсов предлог. Торес је побеснео због тога што је Венс понудио место у екипи Паркеру, али је после сазнао да је Макгију понуђено да буде унапређен у вођу екипе, али је он то одбио наводећи да је тај положај изузетно пословно и лично тежак и да не жели да изгуби породицу као Гибс. У међувремену, екипа истражује смрт војника за кога се верује да је повезан са једним бомбашем самоубицом, a Даки се поново спремио да помогне Џимију око обдукције. |              |                                        |                   |                                                                |                      |           |                            |
| 420 | 6            | "Погрешан старт"                       | Џејмс Вајтмор мл. | Кетрин Бити и Кристофер Џ. Вејлд                               | 1. новембар 2021.    | 1906      | 7.28                       |
| МЗИС истражује смрт вољеног морнаричког тренера у чијој се пословниции налази ДОПП. Торес се повезује са тренеровим штићеником који тражи да докаже да жртва није навела своје спортисте да варају. |              |                                        |                   |                                                                |                      |           |                            |
| 421 | 7            | "Усидрен"                              | Мајкл Зинберг     | Марко Шнабел и Јасмин Јилмаз                                   | 8. новембар 2021.    | 1907      | 7.32                       |
| Макгијева ташта Џуди налетела је на мртвог морнара током крстарења. Макги у исто време ради на случају и суочава се са Дилајлиним и Џудиним препиркама јер сматра да је Дилајла превише заштитнички настројена према својој мајци. |              |                                        |                   |                                                                |                      |           |                            |
| 422 | 8            | "Миротворац"                           | Роки Керол        | Маргарет Роуз Лестер и Скот Вилијамс                           | 29. новембар 2021.   | 1908      | 7.34                       |
| Екипа истражује смрт морнаричког резервисте који је пронађен у напуштеним колима на полигону чиме је наизглед убица хтео да прикрије трагове. У међувремену, приказано је да се Кејси бори да се избори са тим што је била таокиња у ресторану и тиме што јој је Лемер држао нож под грлом у просторији па размишља да купи пиштољ за заштиту. Такође, Торес одлучује да поправи кола да би га подсећала направа која је имао. |              |                                        |                   |                                                                |                      |           |                            |
| 423 | 9            | "Колективно памћење"                   | Лесли Либмен      | Кимберли-Роуз Волтер и Дејвид Џ. Норт                          | 6. децембар 2021.    | 1909      | 7.25                       |
| Финансијска саветница која се изјаснила кривом за проневеру новца странака пронађена је убијена у стилу погубљења у близини стадиона. Њена отуђена ћерка Руби помаже МЗИС-у у решавању случаја као и холограм који је направила жртва у нади да ће се искупити са Руби. Случај погађа Најтову која већ неко време није разговарала са својом мајком. |              |                                        |                   |                                                                |                      |           |                            |
| 424 | 10           | "Залог оданости"                       | Роки Керол        | Брендан Фехили                                                 | 3. јануар 2022.      | 1910      | 6.94                       |
| МЗИС истражује Рафија Назару, главног заставника морнарице осумњиченог за крађу софтвера за борбене беспилотне летелице за продају терористима. Такође, Палмер и Макги анонимно примају велику количину новца. Венс је касније открио да је Гибс држао отворен фонд за стипендије у част своје покојне ћерке, а његова деца су такође примала новац. |              |                                        |                   |                                                                |                      |           |                            |
| 425 | 11           | "Заједничким снагама"                  | Марта Мичел       | Крисфотер Џ. Вејлд                                             | 17. јануар 2022.     | 1911      | 7.26                       |
| Терористи који се представљају као војници морнарице преузимају контролу над бродом у северном Атлантику под изговором да им је потребна медицинска помоћ због леша. Када је МЗИС позван, екипа је приморана да се сакрије, а Џими се склонио са њиховим пилотом који је упуцан. Паркер хапси терористе пошто су се тајно укрцали у хеликоптер како би остали безбедни. Такође, Најтову је сестричина замолила да јој помогне у реферату „Папирна полина“. |              |                                        |                   |                                                                |                      |           |                            |
| 426 | 12           | "Бори се или бежи"                     | Џејмс Вајтмор мл. | Кетрин Бити                                                    | 24. јануар 2022.     | 1912      | 7.79                       |
| Док Торес покушава да превазиђе свој нагомилани бес због очевог, Бишопиног и Гибсовог одласка, он и агент Дејл Сојер одлазе на тајни задатак као учесници у ланцу борби у кавезима повезаним са убијеним морнаром. |              |                                        |                   |                                                                |                      |           |                            |
| 427 | 13           | "Помагачи (1. део)"                    | Дајана Валентајн  | Брајан Дицен и Скот Вилијамс                                   | 28. фебруар 2022.    | 1913      | 7.12                       |
| Док Џимијева ћерка Викторија посећује агенцију, екипа истражује смрт уљеза у Квантику који је био умешан у радикалну групу која је планирала биотерористички напад. Џими и Кејси несвесно су удахнули узорак биотоотрова који је група планирала да употреби због чега је лабораторија затворена и због чега Кејси доводи у питање своју будућност у МЗИС-у због недавних довођења у опасност. МЗИС позива стару пријатељицу ЦКБ-а Керол Вилсон да помогне у проналажењу противотрова док Торес забавља Викторију игрицама и другим активностима. Екипа успева да дође до противотрова и убије наводног вођу биотерористичке групе у тренутку, али док се Џими и Кејси опорављају у болници, Венс и Паркер обавештавају остатак екипе да је прави вођа још увек на слободи. |              |                                        |                   |                                                                |                      |           |                            |
| 428 | 14           | "Први кораци"                          | Мајкл Зинберг     | Јасмин Јилмаз                                                  | 7. март 2022.        | 1914      | 7.43                       |
| Венсова ћерка Кајла, која жели да буде агенткиња завршава обуку у СОСОР-у и почиње обуку на терену са Торесом. Екипа је позвана пошто је морнарички лекар умро током операције, али су присиљени да спасу Кајлу од отмичара који желе размену затвореника: њиховог вођу картела за Кајлу. |              |                                        |                   |                                                                |                      |           |                            |
| 429 | 15           | "Другари"                              | Теренс О’Хара     | Марко Шнабел                                                   | 14. март 2022.       | 1915      | 7.55                       |
| Паркер се поново састаје са старим пријатељем и малолетним цимером из ћелије Билијем Дојлом када су побијени његов сестрић и један подофицир. С' друге стране, Најтова покушава да нађе датум за венчање свог рођака како би могла да избегне питања о томе да се скраси. Она на крају разговара са Палмером и наговештава привлачност. |              |                                        |                   |                                                                |                      |           |                            |
| 430 | 16           | "Бдење"                                | Роки Керол        | Кејти Вајт                                                     | 21. март 2022.       | 1916      | 6.66                       |
| Случај нестале жене који је популаризована на подкасту о истинитом злочину претворио се у случај убиства када су пронађени комади њеног меса и коже. Најтова се ослања на своје преговарачке вештине како би спречила жениног мужа (који је главни осумњичени за њен нестанак) да се убије. |              |                                        |                   |                                                                |                      |           |                            |
| 431 | 17           | "Све испочетка"                        | Мајкл Зинберг     | Маргарет Роуз Лестер и Скот Вилијамс                           | 28. март 2022.       | 1917      | 6.83                       |
| Док Тобијас Форнелл и др. Грејс Конфалоне помажу МЗИС-у у случају наводног самоубиства морнаричког официра из Палмерове и Најтине скупине ожалошћених, Тореса обавештава стара колегиница и пријатељица Џејн Тенант да се сведок из његовог старог случаја поново појавио, али када су га покупили, њихова кола су погођена баражном паљбом и преврнула се. |              |                                        |                   |                                                                |                      |           |                            |
| 432 | 18           | "Последњи плес"                        | Теренс О’Хара     | Брендан Фехили и Дејвид Џ. Норт                                | 18. април 2022.      | 1918      | 6.34                       |
| Рејмундо Дијаз, злогласни трговац оружјем ког је Торес ухапсио после тајног задатка, помоћу мита је изашао из затвора тражећи освету против Тореса. Док је био на тајном задатку, Торес се заљубио у Диазову рођаку Марију, а жал што ју је оставио под заштитом сведока доприноси његовој континуираној унутрашњој борби са напуштањем. |              |                                        |                   |                                                                |                      |           |                            |
| 433 | 19           | "Скупина деришта"                      | Мајкл Зинберг     | Кетрин Бити и Кимберли Роуз Волтер                             | 2. мај 2022.         | 1919      | 7.27                       |
| Низ провала у војне куће у Квантику од стране разуларених пубертетлија прерасла је у бомбу која је пукла у кући команданта морнарице. У току истраге, Макги се повезао са Тиган Филдс, једном од пубертетлија са журке која је створила софтвер за генерисање лажних QR кодова за приступ Квантику. Кибер аналитичар из филијале на Хавајима Ерни Малик помаже у обдукцији путем видео позива, али Палмер му је спустио слушалицу када је после наставио да се распитује за Најтову. |              |                                        |                   |                                                                |                      |           |                            |
| 434 | 20           | "Све или ништа"                        | Тавниа Мекирнан   | Синопсис: Јасмин Јилмаз Сценарио: Марко Шнабел и Јасмин Јилмаз | 16. мај 2022.        | 1920      | 6.51                       |
| МЗИС истражује смрт морнаричког резервисте који је имао аутомате у свом комбију док се Палмер и Најтова добровољно јављају да пренесу орган у болницу ради пресађивања. Два догађаја се међусобно повезују јер је откривено да је болесник повезан са жртвом убиства, а обојица су покушавали да сруше један прљав посао. Као такве, Палмера и Најтову прогоне злочинци. Док су се крили у изоловану колибу, признали су да гаје осећања једно према другом. |              |                                        |                   |                                                                |                      |           |                            |
| 435 | 21           | "Свака птица своме јату лети (2. део)" | Теренс О’Хара     | Кристофер Џ. Вејлд                                             | 23. мај 2022.        | 1921      | 7.47                       |
| Откривено је се да је отета џогерка Паркерова бивша жена Вивијан Колчак, истраживачица паранормалног. Пошто је Паркеров подмићени бивши ортак из ФБИ-ја откривен мртав, Паркер постаје осумњичени када је његов ДНК пронађен испод ноктију жртве. Вивијан помаже Торесу и Најтовој говорећи им своја сећања о месту где је била заточена, а агенти налазе место празно, али на зиду је написано „никад више“ што значи да се Гавран вратио са осветом. Пошто су сазнали да је Паркерова кућа прислушкивана, екипа и Венс су пустили Паркера да побегне са Вивијан пре него што су случај предали ФБИ-ју (чији заменик директора је љут на Паркера), али је откривено да је Вивијан тајно повезана са Гавраном. Са друге стране, Палмерова и Најтина веза цвета. |              |                                        |                   |                                                                |                      |           |                            |

## Унакрсне епизоде
Дана 3. јануара 2022, објављено је да ће се унакрсна епизода са првом сезоном огранка Морнарички истражитељи: Хаваји приказати 28. марта 2022, а Вилмер Валдерама и Катрина Ло су најавили да путују на Хаваје ради снимања. Директори серије обе серије су раније помињали унакрсну епизоду, а председница ЦБС Забаве Кели Кал је изјавила да ће расправа о унакрсној епизоди почети када прође половина прве сезоне серије Морнарички истражитељи: Хаваји. Диона Ризоновер и Гери Кол су се такође појавили у унакрсној епизоди са хавајским огранком. Серија је претходно била повезана у тринаестој епизоди серије Морнарички истражитељи: Хаваји када је откривено да је протагонисткиња серије Џејн Тенант регрутована у МЗИС од стране Лероја Џетра Гибса. Ванеса Лешеј се појавила као Тенантова у серији Морнарички истражитељи у току унакрсне епизоде. Дана 29. априла 2022. објављено је да ће се Џејсон Антун појавити у деветнаестој епизоди сезоне у улози свог лика из серије Морнарички истражитељи: Хаваји Ернија Малика.

## Снимање

### Развој
Дана 15. априла 2021. објављено је да је ЦБС обновио серију за деветнаесту сезону. Сезона би требало да врати типичан формат серије „Случај недеље“ након што је током претходне сезоне било више прича. Снимање сезоне почела је у јулу 2021. Члан главне поставе Брајан Дицен написао је сценарио за једну епизоду сезоне. Дана 5. јануара 2022. објављено је да је снимање сезоне обустављено на најмање недељу дана пошто су глумци или чланови екипе били позитивни на вирус "Корона".

### Избор глумаца
У фебруару 2021. године, Холивудски извештач је известио да је водитељ серије Марк Хармон ушао у разговоре да се врати за „прегршт епизода“ за деветнаесту сезону након што му је речено да ће ЦБС прекинути серију ако оде. Дана 10. марта 2021, објављено је да је Катрина Ло добила улогу у последње две епизоде осамнаесте сезоне уз могућност да буде унапређена у главну поставу у деветнаестој сезони. Када је серијал обновљен, објављено је да ће се Хармон вратити. Дана 26. маја 2021. откривено је да ће Емили Викершом напустити серију након осамнаесте сезоне. Викершомова се придружила Марији Бело која је отишла раније у осамнаестој сезони. Дана 16. јуна 2021, часопис Променљива је известио да је Гери Кол у преговорима за главну улогу у деветнаестој сезони. Дана 21. јуна 2021. ТВ Водич је известио да ће се Хармон појавити само у малом броју епизода сезоне. Следећег дана је потврђено да ће Ло и Кол бити чланица главне поставе серије у деветнаестој сезони. Лоова је почела као чланица главне поставе на почетку сезоне у епизоди "Крв у води (3. део)" док је Кол дебитовао у другој епизоди "Замало покојан (4. део)". Џо Спано се вратио као Тобијас Форнел док се Пам Добер вратила као Марси Ворен. Дана 11. октобра 2021. званично је објављено да ће Хармон напустити серију, а четврта епизода, „Широм отворених очију (6. део)“ била је његово последње појављивање као члана главне поставе. Хармон је остао извршни продуцент, а директор серије Стивен Д. Бајндер је оставио отворена врата да се Хармон појави у будућности. У седмој епизоди, „Усидрен“, Марго Харшмен поново је тумачила своју улогу Дилајле Филдинг-Мекги док је Патриша Ричардсон гостовала у истој епизоди као Џуди Филдинг. Мередит Итон такође је поново тумачила своју улогу Керол Вилсон у једној епизоди сезоне.

## Маркетинг и емитовање
Дана 19. маја 2021. године, објављено је да ће се серија померити из временског термина уторком у 20:00 који је одржавао за све своје претходне сезоне на понедељак у 21:00  како би се омогућило серији ФБИ: Међународно да се придружи серијама ФБИ и ФБИ: Најтраженији уторком. Сезона се емитује после серија Комшилук и Боб воли Абишолу, а после ње иде огранак Морнарички истражитељи: Хаваји. Дана 12. јула 2021. откривено је да ће сезона бити премијерно приказана 20. септембра 2021. Дана 13. септембра 2021. ТВ Водич је објавио рекламни плакат за сезону.